# Going Back in Time
Going Back in Time – album koncertowy Elvisa Presleya, składający się z koncertu nagranego 15 lutego 1977 w Orlando na Florydzie.

## Lista utworów
1. „Also sprach Zarathustra”
2. „See See Rider”
3. „I Got a Woman – Amen”
4. „Love Me”
5. „If You Love Me”
6. „You Gave Me a Mountain”
7. „’O sole mio – It’s Now or Never”
8. „All Shook up”
9. „Teddy Bear – Don’t Be Cruel”
10. „Help Me”
11. „Big Boss Man”
12. „My Way”
13. „Band Introductions”
14. „Early Morning Rain”
15. „What’d I Say”
16. „Johnny B. Goode”
17. „Drums Solo”
18. „Bass Solo”
19. „Piano Solo”
20. „Love Letters”
21. „School Days”
22. „Hurt”
23. „Hound Dog”
24. „Can’t Help Falling in Love”
25. „Closing Vamp”